# Sucumbíos (province)
La province de Sucumbíos est une province de l'Équateur. Sa capitale est Nueva Loja, anciennement nommée Lago Agrio, ville née de la recherche et de l'exploitation du pétrole en Amazonie équatorienne.

## Géographie
La province de Sucumbíos est limitée au Nord et à l'Est par la Colombie, au Sud par la province du Napo, et à l'Ouest par les provinces de Carchi, Imbabura et Pichincha.
Elle présente deux zones de relief distinctes : d'une part, l'une des branches de la troisième cordillère des Andes, dominée par le volcan Reventador, et, d'autre part, la plaine amazonienne, recouverte de forêt vierge.
Les fleuves qui traversent cette province sont l'Aguarico, le fleuve San Miguel et le fleuve  Putumayo.
Son climat est de type tropical humide, caractéristique des régions équatoriales.

### Découpage territorial
La province est divisée en sept cantons :

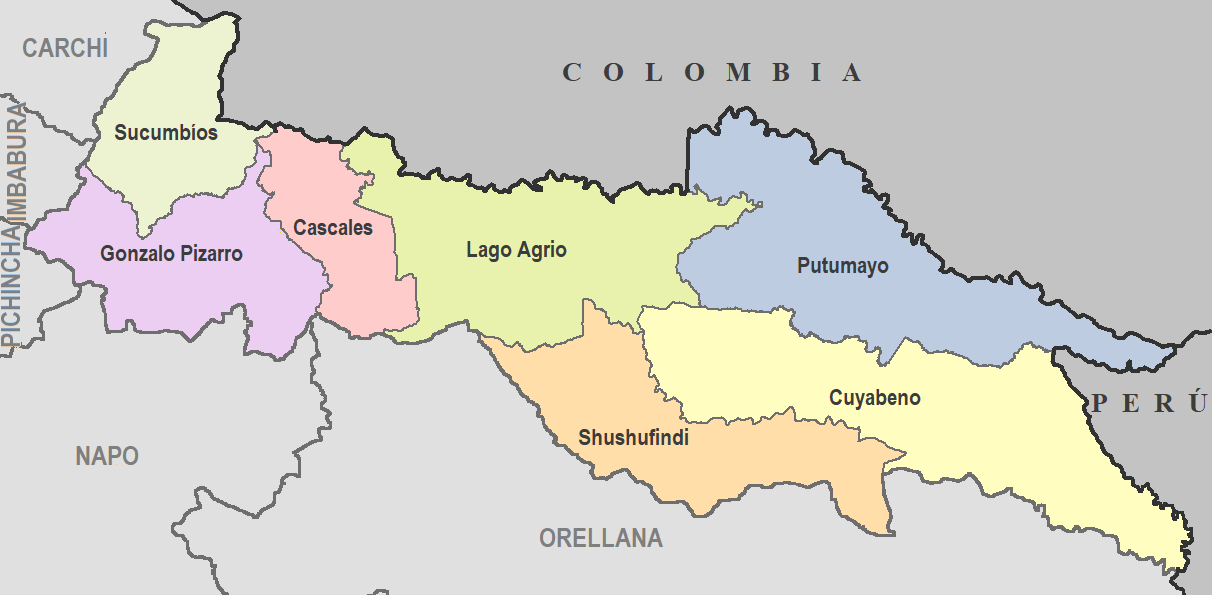
Les cantons de la province de Sucumbíos.

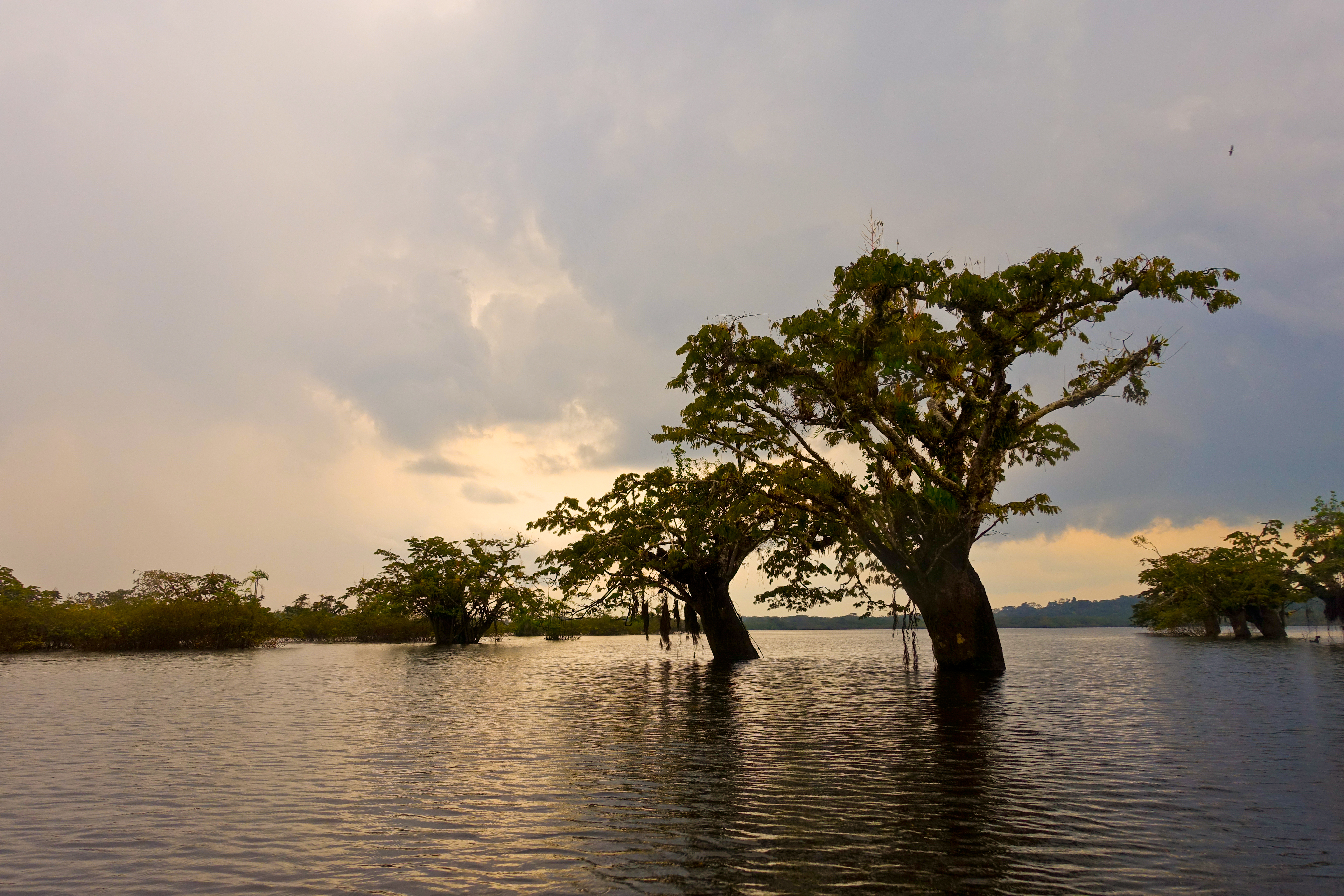
Macrolobiumbäume in der Laguna Grande, Cuyabeno-Reservat, Ecuador

| Canton          | Superficie (km2) | Population (2010) | Densité (hab./km2) | Chef-lieu Canton (chef-lieu) |
| --------------- | ---------------- | ----------------- | ------------------ | ---------------------------- |
| Cascales        | 1 248            | 11 104            | 8,9                | D. Cascales                  |
| Cuyabeno        | 3 875            | 7 133             | 1,8                | Tarapoa                      |
| Gonzalo Pizarro | 2 223            | 8 599             | 3,9                | Lumbaqui                     |
| Lago Agrio      | 3 139            | 91 744            | 29,2               | Nueva Loja                   |
| Putumayo        | 3 559            | 10 174            | 2,9                | Puerto Carmen                |
| Shushufindi     | 2 463            | 44 328            | 18                 | Shushufindi                  |
| Sucumbíos       | 1 502            | 3 390             | 2,3                | La Bonita                    |

## Écologie
La province inclut la Réserve de Production Faunistique du Cuyabeno, avec quinze lagunes entourées de forêt vierge, proches du volcan Reventador toujours en activité. Plusieurs nationalités indigènes comme les Cofánes, les Secoyas et les Sionas vivent dans cette zone.
La province est touchée en avril 2020 par les déversements de pétrole dans deux rivières, causés par la rupture de trois oléoducs. La contamination sur des centaines de kilomètres de la rivière Coca pourrait avoir des conséquences environnementales considérables sur « des plages et des forêts de terre ferme et inondable, des lieux importants pour la nidification et la reproduction d’animaux tels que les tortues de rivière, les caïmans, les loutres géantes ou les oiseaux », a souligné Belén Paez, directrice de la Fondation environnementale Pachamama.